# Arrêté royal no 285 du 31 mars 1936 complétant et coordonnant les dispositions relatives à l'emploi de la main d'œuvre étrangère
 (décembre 2020).
L'arrêté royal no 285 du 31 mars 1936 complétant et coordonnant les dispositions relatives à l'emploi de la main d'œuvre étrangère est publié le 7 avril 1936 dans le Moniteur belge.

## Contexte historique
Une fois la Première Guerre mondiale passée, de nombreux pays, dont la Belgique, sont considérablement touchés. De ce fait, on a dû faire appel à de la main-d’œuvre étrangère, notamment pour le secteur minier. Il y avait une « désaffection » des Belges pour le travail mineur. Par la suite, la crise économique de 1929 frappa la Belgique. Cette situation va entrainer une période de chômage, qui ne va cesser d’empirer au fil des années. Ainsi, le travailleur étranger va être considéré comme un « ennemi économique » car il effectue le travail d’un Belge sans emploi.
Un premier arrêté va être adopté le 14 août 1933 pour freiner l'immigration. Cet arrêté va imposer à tout étranger de s’inscrire au registre des étrangers. L'arrêté royal no 285 du 31 mars 1936 complétant et coordonnant les dispositions relatives à l’emploi de la main d’œuvre étrangère fera ensuite son apparition dans l'optique d’instaurer la double autorisation préalable. Ces deux dispositions et plus particulièrement l’arrêté royal de 1936 ont pour but de sévèrement réduire cette vague d'immigration. Ces deux arrêtés royaux ont été pris dans le « cadre de l'application des pouvoirs spéciaux accordés au Roi dans cette période troublée ».
Le but est d'adopter une politique d’immigration visant à réguler le marché. En période de fort chômage, il faut remplacer les travailleurs étrangers par les travailleurs belges. En période de carence de main-d'œuvre, il faudra faire appel à des travailleurs.
L'arrêté royal du 31 mars 1936 précité est l'arrêt sur lequel « se fonde toute la politique d'immigration en Belgique ».

## Dispositions principales
La double autorisation préalable susmentionnée se loge aux articles 1er et 2e de l’arrêté. Au terme de l’article 1er, un employeur ne peut embaucher un travailleur étranger sans avoir eu précédemment l’autorisation d’un ministre compétent. Cet article contient une liste exhaustive de conditions, réparties en 6 paragraphes. À savoir qu’un étranger ne peut exercer l’objet de sa profession avant l’obtention d’une autorisation. Ce qui nous permet de distinguer les travailleurs migrants des travailleurs nationaux. En effet, les travailleurs migrants sont soumis à des restrictions et à des obligations dans l’exercice de leur profession sur le territoire du Royaume à l’inverse des travailleurs nationaux. Tandis que l’article 2 de l’arrêté prévoit qu’il est interdit pour un travailleur étranger d’occuper un poste sans y avoir été préalablement autorisé.
Quant à l’article 3 du même arrêté royal dispose que "sans préjudice des dispositions relatives aux passeports, les étrangers ne peuvent pénétrer dans le Royaume pour y être occupés en qualité de travailleurs manuels ou intellectuels, sans avoir obtenu l'autorisation prévue à l'article 2." Cet article prévoit qu’un étranger doit absolument obtenir une autorisation au préalable afin d’être occupé en qualité de travailleur.Cet article a une portée absolue et il n'y a aucune dérogation à ce principe prévu par cet arrêté royal. Les dérogations à ce principe sont prévus par un arrêté ministériel d’exécution du 1er avril 1936.
L'arrêté royal précité, dispose du délai qu’un travailleur migrant ne peut dépasser en Belgique. Il est prévu qu’à défaut d’exception, le permis de travail ne peut dépasser une durée de validité de 2 ans. Que la procédure, les conditions de délivrances et de renouvellement du permis de travail sont fixées par le ministre compétent. « La validité du permis de travail est limitée à l’emploi occupé, à l’employeur et au lieu où l’occupation se déroule » 
De plus, l’arrêté royal prévoit en son article 15, que les travailleurs étrangers ne justifiant pas de ressources suffisantes pour subvenir à leurs besoins et à ceux des membres de leur famille résidant en Belgique, et à qui le permis de travail a été refusé, le travailleur étranger, dans ce cas, est invité à quitter le territoire belge dans les 30 jours.
Quant aux démarches administratives pour l’obtention d’une autorisation d’occupation et d’un permis de travail au bénéfice de l’immigré sont introduites simultanément par l’employeur. Ce principe est prévu par l’article 7 de l’arrêté royal du 31 mars 1936 précité.
En cas de non-respect des dispositions prévues dans l'arrêté royal du 31 mars 1936 précité consacrent des amendes et des peines de prison, en ces articles 11 et 12, pour le travailleur étranger occupant un emploi sans permis et pour l’employeur utilisant un travailleur étranger sans l’obtention au préalable d’une autorisation. En outre, le travailleur étranger en situation illégale peut être reconduit à la frontière.
Et enfin, l’arrêté dispose en ces articles 21 et 22 que les employeurs occupants des travailleurs étrangers au moment de la mise en vigueur de l’arrêté doit introduire une demande de régularisation, qui peut être refusée. En l'espèce, l’arrêté royal susmentionné visait à rendre impossible l’immigration en Belgique sans l’obtention d’une autorisation au préalable. Ce qui n’est plus d’actualité. Puisque l’arrêté royal précité a été abrogé.

## Abrogation de l'arrêté
L'arrêté royal no 285 du 31 mars 1936 complétant et coordonnant les dispositions relatives à l’emploi de la main-d’œuvre étrangère sera abrogé en 1967, par un autre arrêté royal, relatif à l’occupation des travailleurs de nationalité étrangère.
Cette abrogation peut s’expliquer par la désuétude de l’arrêté royal no 285 du 31 mars 1936. Au moment de l'abrogation, il n’est plus question de freiner l’immigration, mais de l’encourager pour combler l’immense manque de main-d’œuvre. La double autorisation préalable n’est plus du tout d’actualité. Les travailleurs étrangers sont autorisés à pénétrer et travailler dans le territoire belge grâce à leur passeport. Et ensuite les travailleurs étrangers font une demande pour un permis de travail.
Après cette abrogation, des milliers d’étrangers seront accueillis dans le royaume et pourront subvenir à leur besoin. En outre, ils pourront déjà travailler avant la réception de leur permis de travail, car les préparatifs de documents administratifs prennent beaucoup de temps. Or qu'à ce moment-là, l'État belge avait besoin de main-d'œuvre en urgence et n'avait donc pas de temps.
Pourquoi ce changement politique et cette abrogation ? Après la Seconde Guerre mondiale, le besoin de main-d'œuvre augmente énormément, il faut reconstruire le pays. Ainsi, plusieurs accords vont lier la Belgique à d'autres pays. Le premier accord se signe en 1948 avec l'Italie. Ce ne sera pas suffisant puisque dans les années à venir, d'autres nouveaux secteurs, comme la métallurgie par exemple, vont nécessiter l'intervention de davantage de main-d'œuvre. C'est pourquoi des accords seront à nouveau signés, cette fois-ci avec l'Espagne en 1956, le Maroc et la Turquie en 1964.Cependant, ces nouvelles arrivées ne vont pas suffire à combler ce manque de main-d'œuvre. Il faut noter qu'une partie de ce manque est dû au fait que les Belges ne voulaient pas effectuer ces travaux. C'est pourquoi la Belgique autorisera les étrangers à pénétrer en Belgique afin de s'installer et de faire profiter leurs familles. C'est ainsi que l'on a dérogé à l'arrêté royal no 285 du 31 mars 1936 complétant et coordonnant les dispositions à l'emploi de la main d'œuvre étrangère, qui deviendra désuet et conduira à son abrogation.

### Sources législatives
- Arrêté royal du 14 août 1933 portant aménagement des taxes de séjour dues par les étrangers et codification des divers règlements concernant la police des étrangers
- Arrêté royal no 285 du 31 mars 1936 complétant et coordonnant les dispositions relatives à l’emploi de la main-d’œuvre étrangère, M.B., 7 avril 1936.
- Arrêté royal no 34 du 20 juillet 1967 relatif à l’occupation des travailleurs de nationalité étrangère, M.B., 29 juillet 1967

### Autres
- A. Morelli, Histoire des étrangers et de l’immigration en Belgique, de la préhistoire à nos jours, Bruxelles, Édition Vie ouvrière, 1992, p. 126 puis Édition Couleur livres, 2004, p. 333.
- R. Geysen, « Revue de droit social », Bruxelles, 1966, no 1, p. 4-7.
- M. Martiniello et A. Réa, Une brève histoire de l’immigration en Belgique, Bruxelles, Fédération Wallonie-Bruxelles, 2012, p. 10.